# Litophyton ramosum
Litophyton ramosum is een zachte koraalsoort uit de familie Alcyoniidae. De koraalsoort komt uit het geslacht Litophyton. Litophyton ramosum werd in 1833 voor het eerst wetenschappelijk beschreven door Quoy & Gaimard. 